# Brachymenium philonotula
Brachymenium philonotula är en bladmossart som beskrevs av Brotherus 1894. Brachymenium philonotula ingår i släktet Brachymenium och familjen Bryaceae. Inga underarter finns listade i Catalogue of Life.